# Sul da Inglaterra
O Sul da Inglaterra, também conhecido como o Sul ou o Sul do País, é uma área cultural da Inglaterra. Não é uma região oficial do governo, mas um conceito geográfico. 